# Circulation systémique

Anatomie schématique du cœur ouvert (en rose le myocarde) :

La circulation systémique, appelée aussi grande circulation, est une partie de l'appareil cardiovasculaire dont la fonction est d'amener le sang oxygéné qui part du cœur à tous les organes du corps puis de renvoyer ce sang veineux (sang pauvre en oxygène et riche en gaz carbonique) au cœur. Les vaisseaux constitutifs de cette circulation sont les artères systémiques et les veines systémiques.
Cette grande circulation se distingue de la petite circulation (appelée aussi circulation pulmonaire). La circulation systémique et la circulation pulmonaire mises ensemble forment ce que l'on appelle la circulation générale.

## Principes et hémodynamique
La circulation systémique comporte deux parties : la macrocirculation artérielle et veineuse et la microcirculation capillaire. Le sang oxygéné est propulsé par le ventricule gauche du cœur dans l’aorte avant d’atteindre les artères, les artérioles (notion d'arbre artériel (en)) et enfin les réseaux de capillaires. Le sang désoxygéné quitte les capillaires pour se rendre dans les veinules, puis dans les veines. Il revient à l’atrium droit du cœur par le système des deux veines caves.

## Histoire
La majorité des philosophes et médecins dans l'Antiquité, Aristote en premier, considèrent que l'aorte et les artères (ces deux termes renvoyant au grec αἴρω« aïro » signifiant « soulever, suspendre » et faisant référence initialement aux bronches) sont vides et distribuent le pneuma (terme désignant originellement l'air puis secondairement l'« âme », la « vie », le « cœur », l' « esprit ») dans tout le corps, pneuma réchauffé par le cœur-foyer considéré comme une chaudière activée par les poumons assimilés au « soufflet des forgerons ».
Cependant Empédocle dès le Ve siècle av. J.-C. attribue au sang et à la manière dont il se distribue par ce qu'on appelle aujourd'hui le système circulatoire, un rôle capital. La théorie erronée de Claude Galien sur la physiologie du système circulatoire et qui fait foi pendant plus de dix siècles est remise en cause par le marrane Amato Lusitano qui décrit pour la première fois la circulation du sang dans son ouvrage en sept volumes Curationum Medicinalium Centuriæ Septem en 1551,. 
C'est ensuite Andrea Cesalpino qui découvre la circulation générale en 1559, qui utilise le premier le terme de « circulation » et en attribue le rôle au cœur, et ce grâce aux valvules veineuses qui obligent le sang à retourner vers le cœur.